# Amblytelus
Amblytelus is een geslacht van kevers uit de familie van de loopkevers (Carabidae). De wetenschappelijke naam van het geslacht is voor het eerst geldig gepubliceerd in 1842 door Erichson.

## Soorten
Het geslacht Amblytelus omvat de volgende soorten:
- Amblytelus balli Baehr, 2004
- Amblytelus barringtonensis Baehr, 2004
- Amblytelus bathurstensis Baehr, 2004
- Amblytelus bellorum Baehr, 2004
- Amblytelus bistriatus Baehr, 2004
- Amblytelus brevis Blackburn, 1892
- Amblytelus brunnicolor Sloane, 1898
- Amblytelus calderi Baehr, 2004
- Amblytelus castaneus Baehr, 2004
- Amblytelus cooki Baehr, 2004
- Amblytelus curtus (Fabricius, 1801)
- Amblytelus discoidalis Blackburn, 1891
- Amblytelus doyeni Baehr, 2004
- Amblytelus fallax Baehr, 2006
- Amblytelus geoffreyorum Baehr, 2004
- Amblytelus gloriosus Baehr, 2004
- Amblytelus handkei Baehr, 2004
- Amblytelus inornatus Blackburn, 1891
- Amblytelus karricola Baehr, 2004
- Amblytelus lawrencei Baehr, 2004
- Amblytelus leai Sloane, 1898
- Amblytelus longior Baehr, 2004
- Amblytelus longipennis Baehr, 2004
- Amblytelus marginicollis Sloane, 1911
- Amblytelus matthewsi Baehr, 2004
- Amblytelus meyeri Baehr, 2004
- Amblytelus minutus Macleay, 1871
- Amblytelus monteithi Baehr, 2004
- Amblytelus montiscampi Baehr, 2004
- Amblytelus montiswilsoni Baehr, 2004
- Amblytelus montorum Baehr, 2004
- Amblytelus neboissi Baehr, 2004
- Amblytelus niger Sloane, 1920
- Amblytelus observatorum Baehr, 2004
- Amblytelus pseudepelyx Baehr, 2004
- Amblytelus rugosifrons Baehr, 2004
- Amblytelus simsoni Sloane, 1920
- Amblytelus sinuatus Blackburn, 1892
- Amblytelus spurgeoni Baehr, 2004
- Amblytelus striatus Sloane, 1920
- Amblytelus temporalis Baehr, 2004
- Amblytelus walfordi Baehr, 2004
- Amblytelus weiri Baehr, 2004